# Kamenjak (obwód Szumen)
Kamenjak (bułg. Каменяк) – wieś w Bułgarii, w obwodzie Szumen, w gminie Chitrino. W 2024 roku liczyła 528 mieszkańców.